# Katarina Smiljanec
Katarina Smiljanec (* 16. Mai 1993 in Karlovac) ist eine kroatische Leichtathletin, die sich auf den Mittelstreckenlauf spezialisiert hat.

## Sportliche Laufbahn
Erste internationale Erfahrungen sammelte Katarina Smiljanec im Jahr 2011, als sie bei den Junioreneuropameisterschaften in Tallinn mit 2:10,23 min in der ersten Runde im 800-Meter-Lauf ausschied. Zudem begann sie im selben Jahr ein Studium an der Virginia Tech University in den Vereinigten Staaten. 2013 schied sie bei den U23-Europameisterschaften in Tampere mit 2:12,38 min im Vorlauf über 800 Meter aus. In den folgenden Jahren bestritt sie bis 2020 nur noch vereinzelt Wettkämpfe in den USA und beendete dann vorläufig ihre Karriere. 2024 belegte sie bei den Balkan-Meisterschaften in Izmir in 4:16,47 min den vierten Platz im 1500-Meter-Lauf und gelangte über 800 Meter mit 2:06,43 min auf Rang zwölf.
In den Jahren 2013 und 2016 wurde Smiljanec kroatische Meisterin im 800-Meter-Lauf sowie 2016 auch über 1500 Meter.

## Persönliche Bestleistung
- 800 Meter: 2:06,43 min, 25. Mai 2024 in Izmir
  - 800 Meter (Halle): 2:10,01 min, 30. Januar 2015 in Winston-Salem
  - 1000 Meter (Halle): 2:49,63 min, 14. Januar 2014 in Blacksburg (kroatischer Rekord)
- 1500 Meter: 4:16,47 min, 26. Mai 2024 in Izmir
  - Meile (Halle): 4:47,90 min, 2. Februar 2024 in Louisville (kroatischer Rekord)